# Kāngpokpi
Kāngpokpi är en ort i Indien.   Den ligger i distriktet Senapati och delstaten Manipur, i den östra delen av landet, 1 700 km öster om huvudstaden New Delhi. Kāngpokpi ligger 1 075 meter över havet och antalet invånare är 5 272.
Terrängen runt Kāngpokpi är kuperad åt sydost, men åt nordväst är den bergig. Runt Kāngpokpi är det ganska tätbefolkat, med 80 invånare per kvadratkilometer. Det finns inga andra samhällen i närheten. I omgivningarna runt Kāngpokpi växer i huvudsak städsegrön lövskog.